# Pete Blakk
Pete Blakk, ursprungligen Peter Jacobsson, är en svensk gitarrist som spelat i band som Crystal Thanatus, Trazer, EF Band, Geisha och Blakk Totem " Disaster/Peace". Pete Blakk är nog dock mest känd för sin tid som gitarrist med King Diamond.

Pete Blakk startade ett eget band Totem som sedan blev Blakk Totem. Blakk Totem spelade in grunderna till vad som senare skulle bli "the secret place" i Studio Bohus. Bakom trummorna satt Mikkey Dee (Motörhead) och vid den tidpunkten spelade Hal Patino bas. I Blakk Totem har musiker spelat som sedan haft succé i andra band. Hal Patino - Maltese Falcon, King Diamond, Geisha, Jake Samuel - Talisman, Poodles med flera. Joel Bergman med broder Matt Starander. Butch Carlson - trummis som spelat med Joel Bergman (gitarrist i OZZY). Senaste musiker i Blakk Totem är Jaime Zalazar Jens Johansson. Pete Blakk startade sitt nya band Disaster/Peace i Florida 2009 rekryterade då sångaren Wade Black (Leatherwolf, 7 witches, Crimson Glory)släppte "self titled" albumet Disaster/Peace 2010; på bas Hal patino och Jasin Marxx på trummor.
Pete Blakk har medverkat och gjort flera gästframträdanden med ett antal grupper.

## Diskografi
- Trazer- Trazer (sjobo pop records)
- Welcome Home -(Roadrunner Records)
- The Eye - (Roadrunner Records)
- Trazer- Trazer (sjobo pop records)
- Phantasmagoria - Geisha (FM revolver/Heavy Metal Records)
- 1988 – Them
- 1988 – The Dark Sides
- 1989 – Conspiracy
- 1990 – The Eye
- A Dangerous Meeting - King Diamond (Roadrunner Records)
- Two from the vault - King Diamond (Roadrunner Records)
- The best of - King Diamond (Roadrunner Records)
- Metal Militia/ A tribute to Metallica - Blakk Totem (Tribute records)
- Rock`n Roll aint over/ A tribute to Kiss - Blakk Totem (Tribute records)
- The secret place - Blakk totem (CMC/Warner chappel)
- Blakk Totem - Blakk Totem (Warner CMC)
- Geisha- Phantasmagoria (FM-Revolver/Heavy Metal Records)
- Disaster/Peace - Disaster/Peace (MBM records)